# Sandlandsfjorden
Sandlandsfjorden (også kaldt Søre Bergsfjorden) er en fjord på vestsiden af øen Silda i Loppa kommune i Troms og Finnmark fylke  i Nordnorge. Fjorden går 11 km mod syd til Marøya i bunden af fjorden. Fjorden har indløb mellem Marholmen i sydvest og Avløysinga i nordøst. Der er kun bosætninger på vestsiden af fjorden og her ligger blandt andet bygden Sandland. På østsiden af Silda ligger Bergsfjorden.
Fylkesvej 72 (Finnmark) går langs vestsiden af fjorden.